# Wiesław Litewski
Wiesław Litewski (* 17. Mai 1933 in Kartuzy; † 24. Januar 2004 in Krakau) war ein polnischer Rechtswissenschaftler, Rechtshistoriker und Hochschullehrer an der Jagiellonen-Universität in Krakau.

## Leben
Litewski stammt väterlicherseits aus einer Landadelsfamilie, sein Vater Bruno war Bankdirektor. Nach dem Krieg siedelte die Familie endgültig nach Krakau über, nachdem der Vater dort 1939 bereits eine neue Stellung angetreten hatte. 1950 machte Litewski in Krakau sein Abitur und nahm im selben Jahr das Studium der Rechtswissenschaften an der dort ansässigen Jagiellonen-Universität auf. 1954 beendete er sein Studium mit einer römisch-rechtlichen Arbeit über die Schriften von Szymon Starowolski. Im Anschluss daran absolvierte er sein Referendariat in Katowice und legte 1955 sein Richterexamen ab, woraufhin er kurzzeitig als Gerichtsassessor in Miechów arbeitete. Ab 1956 war Litewski dann zunächst als Assistent, später als Adjunkt und Dozent am Lehrstuhl für Römisches Recht in Krakau tätig. Dort promovierte Litewski 1963 mit einer römisch-rechtlichen Arbeit zum Dr. iur., zwei Jahre später habilitierte er sich. Ab 1978 hatte er den Lehrstuhl für Römisches Recht in Krakau selbst als ordentlicher Professor inne und war von 1984 bis 1991 Leiter des dortigen Instituts für Rechtsgeschichte.
Litewskis Forschungsschwerpunkt lag im Römischen Privatrecht und insbesondere in der Geschichte des Römischen Zivilprozesses. Er galt als einer der führenden Experten in Fragen des römischen Kognitionsverfahrens. Darüber hinaus forschte er auch zum römischen Obligationenrecht, vor allem der Verbindung des materiellen mit dem Prozessrecht. Hervorzuheben sind seine Arbeiten zur Leihe, zum Auftrag und zum Seedarlehen. Seine Studien zum Prozessrecht weitete er auch auf die Zeit des Mittelalters und das kanonische Recht aus. Gegen Ende seines Lebens widmete sich Litewski auch dem römischen Strafprozess und brachte die erste erschöpfende, in polnischer Sprache erschienene Abhandlung zu diesem Thema heraus. Des Weiteren lagen die Interessen Litewski, hervorgerufen auch durch seine Herkunft, auch auf der allgemeinen deutschen, insbesondere der preußischen Geschichte.

## Werke (Auswahl)
- Beneficium competentiae w prawie rzymskim (Beneficium competentiae im römischen Recht). Volterra, Mailand 1971 (Dissertation).
- Wybrane zagadnienia rzymskiej apelacji w sprawach cywilnych (Die römische Appellation in Zivilsachen). Universitätsverlag, Krakau 1967 (Habilitationsschrift).
- Studien zur Verwahrung im römischen Recht. Naukowe, Warschau 1978.
- Landrecht des Herzogtums Preußen von 1620. Naukowe, Warschau 1987.
- Der römisch-kanonische Zivilprozeß nach den älteren ordines iudiciarii. Universitätsverlag, Krakau 1999.
- Jurysprudencja rzymska (Die Römische Jurisprudenz). Krakau 2000.
- Rzymskie prawo prywatne. 5. Auflage. Warschau 2003.